# Bodor Miklós (grafikus)
Bodor Miklós (Nagykörű, 1925. június 12. – Vasvár, 2010. július 18.) magyar grafikusművész.

## Élete és munkássága
Acélszerkezeti technikusként dolgozott, de mellette rajzolt és festett. Kiskunfélegyházán kiállításokon mutatta be tehetségét. 1958-tól 11 évig vezette a Holló László Képzőművészeti Szakkört ipari tanulóknak. A Szegedi Tanárképző Főiskola rajz- és magyar szakjain végzett 1963-ban. Az első önálló kiállítása is ekkor volt a Kiskun Múzeumban .
1964-ben a Bács-Kiskun Megyei tanácsadó előadója lett. 1965 és 1969 között a Kiskunfélegyházi Városi Tanácsnál, mint népművelési felügyelő dolgozott. 1969-1971 között a Csólyospálosi Általános Iskola, 1971-1974 között a Móra Ferenc Művelődési Központ, 1974-1981 között pedig a Kiskunmajsai Művelődési Központ igazgatója volt.
1980-ban Móricgátra költözött. Itt a homokhátsági ősborókás tájat örökítette meg, a legapróbb részletektől a teljességig. 1984-től Kiskunhalason élt feleségével, Bodor Zsófiával. 1986 és 1990 között a Kiskunhalasi Papíripari Vállalat grafikusa volt; halasi csipkék tervezésével is foglalkozott. 1987-ben a koronázási palást alapján megtervezte a „Szent István palástja” fantázianevű csipketerítőt, amely varrott formában a következő évben BNV díjat nyert; ezt 1996-ban II. János Pál pápa kapta ajándékba, második magyarországi látogatása alkalmával. 1992-ben a Vas megyei Kámba költözött feleségével. 2010 júliusában hunyt el.
Gazdag életműve 3000-nél több grafikát, több száz olajfestményt és pasztellképet foglal magában. 1973-ig elsősorban festészettel foglalkozott, majd onnantól kezdve szinte csak rajzolt. Megváltoztatta művészi stílusát is, kidolgozva az egyenletes vastagságú, folyamatos vonallal rajzolás módszerét. A Tiszatáj, a Forrás, és a Művészet is közölte a grafikáit. Művein legtöbbször a természet jelenik meg. Ábrázolását a visszafogott színek és a kiegyenlített kompozíciós törekvés jellemzi.

## Díjai, elismerései
- Szocialista Kultúráért díj (1969)
- Nagy István-emlékplakett (1973)
- Téli Tárlat 3. díj 1973)
- Bács-Kiskun Megyei Tanács VB. ösztöndíja (1982)
- Megyei Grafikai Kiállítás 1. díj (1983)
- Megyei Téli Tárlat Megyei Tanács díja (1984)
- Petőfi a képzőművészetben pályázat 3. díj (1988)
- Szocialista Kultúráért díj (1988)
- Jászszentlászlói Községi Tanács VB. alkotói díja (1983/1984)
- Bács-Kiskun Megyei Tanács VB. ösztöndíja (1987)
- BNV-díj (1988)
- Vasvár Város plakettje (2000)
- Berki Viola-ösztöndíj

## Alkotásai közgyűjteményekben
- Thorma János Múzeum (Kiskunhalas)
- Halas Galéria (Kiskunhalas)
- Kiskőrösi Képtár (Kiskőrös)
- Kecskeméti Képtár (Kecskemét)
- Kiskunmajsai Képtár (Kiskunmajsa)
- Kiskun Múzeum (Kiskunfélegyháza)
- Fővárosi Történeti Múzeum (Budapest)

## Emléke
- 2011-ben Kiskunhalasra, a Halas Galéria gyűjteményébe kerültek a műalkotásai a hagyatékából.
- 2012-ben emlékkiállítást rendeztek alkotásaiból.
- 2015-ben, születésének 90. és halálának 5. évfordulóján összegző tárlattal emlékeztek meg róla Kiskunfélegyházán.